# Дён, Готтфрид
Готтфрид Дён (нем. Gottfried Döhn; род. 10 июня 1951, Дрезден) — немецкий гребец, выступавший за сборную ГДР по академической гребле в 1970-х годах. Двукратный олимпийский чемпион, трижды чемпион мира, чемпион Европы, победитель многих регат национального и международного значения.

## Биография
Готтфрид Дён родился 10 июня 1951 года в Дрездене, ГДР. Проходил подготовку в местном спортивном клубе «Айнхайт Дрезден» под руководством тренера Ханса Экштайна.
Первого серьёзного успеха на взрослом международном уровне добился в сезоне 1973 года, когда вошёл в основной состав восточногерманской национальной сборной и выступил на чемпионате Европы в Москве, где одержал победу в программе распашных безрульных четвёрок.
В 1975 году побывал на чемпионате мира в Ноттингеме, откуда привёз награду золотого достоинства, выигранную в распашных рулевых восьмёрках.
Благодаря череде удачных выступлений удостоился права защищать честь страны на летних Олимпийских играх 1976 года в Монреале — в составе экипажа, куда также вошли гребцы Бернд Баумгарт, Дитер Вендиш, Вернер Клатт, Ханс-Йоахим Люк, Роланд Костульски, Ульрих Карнац, Карл-Хайнц Прудёль и рулевой Карл-Хайнц Даниловски, занял первое место в программе восьмёрок и тем самым завоевал золотую олимпийскую медаль.
После монреальской Олимпиады Дён остался в составе гребной команды ГДР и продолжил принимать участие в крупнейших международных регатах. Так, в 1977 году он выступил на чемпионате мира в Амстердаме, где выиграл золото в рулевых четвёрках.
В 1978 году в рулевых четвёрках одержал победу на мировом первенстве в Карапиро, став таким образом трёхкратным чемпионом мира по академической гребле.
Находясь в числе лидеров восточногерманской сборной, благополучно прошёл отбор на Олимпийские игры 1980 года в Москве — совместно с партнёрами Вальтером Диснером, Улльрихом Диснером, Дитером Вендишом и рулевым Андреасом Грегором победил в зачёте распашных рулевых четвёрок, добавив в послужной список ещё одну золотую олимпийскую медаль.
За выдающиеся спортивные достижения награждался орденом «За заслуги перед Отечеством» в серебре (1976) и золоте (1980).
Завершив спортивную карьеру, работал водителем. Позже стал сотрудником Министерства иностранных дел ГДР, занимал должность технического директора в посольстве Восточной Германии в Мали. Затем работал в фармацевтической компании в Дрездене.